# Nikolaj Nikolajevič Žukov
Nikolaj Nikolajevič Žukov (rusky Николай Николаевич Жуков) (2. prosince 1908, Moskva – 24. září 1973, tamtéž) byl ruský sovětský malíř, grafik a ilustrátor.

## Život
Základní umělecké vzdělání získal Žukov v letech 1926–1828 na uměleckoprůmyslové škole v Nižním Novgorodu a poté začal studovat na umělecké škole v Saratově, kterou ukončil roku 1930. Od roku 1932 začal pracovat na knižních ilustracích, plakátech a tematických kresbách.
Během Velké vlastenecké války byl nejprve vojákem, ale záhy začal působit v redakci vojenských novin u Kalininského frontu a současně jako válečný dopisovatel Pravdy. Od roku 1943 byl uměleckým ředitelem Grekova vojenského výtvarného studia. Roku 1945 se stal členem Komunistické strany Sovětského svazu.
Po skončení války poslala Pravda Žukova jako svého zpravodaje na Norimberský proces, kde se seznámil se spisovatelem Borisem Polevým a posléze vytvořil ilustrace k jeho románu Příběh opravdového člověka.
Roku 1968 a roku 1973 působil v Itálii, kde pracoval na sérii grafických portrétů členů italského odboje za druhé světové války.

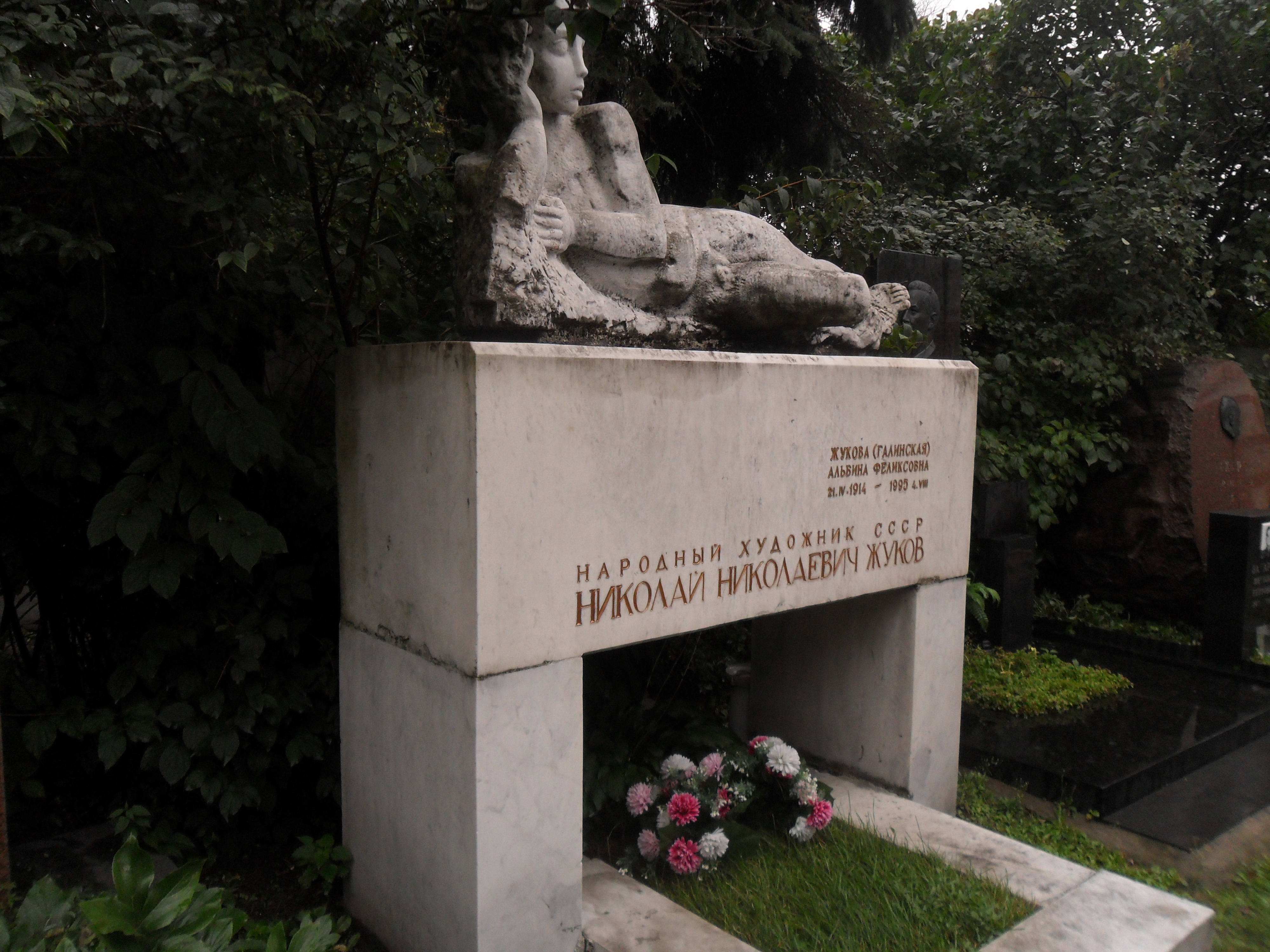
Malířův hrob na Novoděvičím hřbitově

Žukov vytvořil cykly portrétních kreseb Marxe, Engelse, Lenina a Stalina, byl tvůrcem knižních ilustrací, plakátů z Velké vlastenecké války a portrétů prostých pracujících lidí i známých osobností sovětské vědy a kultury. Působivé jsou jeho kresby dětí. Zemřel v Moskvě roku 1973 a je pohřben na Novoděvičím hřbitově.

## Ocenění
- 1943 Stalinova cena druhého stupně za sérii kreseb s tematikou Rudé armády.
- 1948 člen-korespondent Akademie umění Sovětského svazu.
- 1951 Stalinova cena druhého stupně za ilustrace k románu Příběh opravdového člověka.
- 1955 Národní umělec RSFSR.
- 1962 Řád Rudého praporu.
- 1963 Národní umělec Sovětského svazu.
- 1967 Leninův řád.
- 1971 Zlatá medaile Akademie umění Sovětského svazu.
- Řád rudé hvězdy